# أجرة الخوف (فلم)
أجرة الخوف (بالفرنسية: Le Salaire de la peur) فيلم دراما وإثارة ومغامرات فرنسي لعام 1953 للمخرج هنري جورج كلوزوت، ومن بطولة النجم إيف مونتان. يعتمد الفيلم على الرواية الفرنسية للكاتب الفرنسي جورج أرنو، والتي تحمل نفس العنوان، وصدرت عام 1950. يروي الفيلم قصة اشتعال النيران في بئر نفط مملوك لشركة أمريكية، وتستأجر الشركة أربعة رجال أوروبيين لإطفاء النيران. جلب الفيلم شهرة عالمية للمخرج كلوزوت، حيث فاز بكل من الدب الذهبي  والسعفة الذهبية في مهرجان برلين السينمائي 1953، ومهرجان كان السينمائي على التوالي. كان الفيلم رابع أعلى نسبة مشاهدة في فرنسا، حيث شاهده 6.944.306 مشاهد.

## طاقم التمثيل
| - إيف مونتان: ماريو - تشارلز فانيل: جو - فولكو لولي: لويجي - بيتر فان إيك: بيمبا - فيرا كلوزوت: ليندا - وليام تابس: بيل أوبراين | - داريو مورينو: هيرنانديز - جو ديست: سميرلوف - لويس دي ليما: برناردو - أنطونيو سينتا: رئيس المعسكر - دارلينج ليجيتيموس: روزا |

## ملخص أحداث الفيلم
تبدأ الأحداث مع أربعة رجال تقطعت بهم السبل: الكورسيكي صعب المراس ماريو، ورجل العصابات الفرنسية جو، والقوي الإيطالي لويجي، والألماني الغامض بيمبا. يسعى الأربعة للعثور على المال والهروب من مدينة لاس بيدراس المتربة والمنبوذة من الله. يقبل الأربعة القيام بمهمة انتحارية، حيث أن ألسنة اللهب المشتعلة تهدد باستهلاك منشآت شركة نفط الجنوب، ويتعين على الرجال اليائسين إكمال مهمة تبدو بسيطة ولكنها شديدة الخطورة. يجب على الأربعة قيادة شاحنتين محملة بالنيتروجليسرين غير المستقر للغاية على مدى مئات الكيلومترات من الطرق الجبلية الوعرة المؤدية إلى حقل النفط. يتوقع الجميع في هذه الرحلة الشاقة والمدمرة للأعصاب، ومع أدنى اهتزاز، أن يتمزق كلاً من السائقين وشاحناتهم الضخمة إلى قطع صغيرة، حيث أن الحرارة الشديدة والتيار الخفي الصامت من التنافس يحصلان على أفضل ما لديهما، وبعبارة أخرى، فإن المغامرين الذين يعانون من الجروح ينهون حياتهم بأيديهم.

## استقبال الفيلم

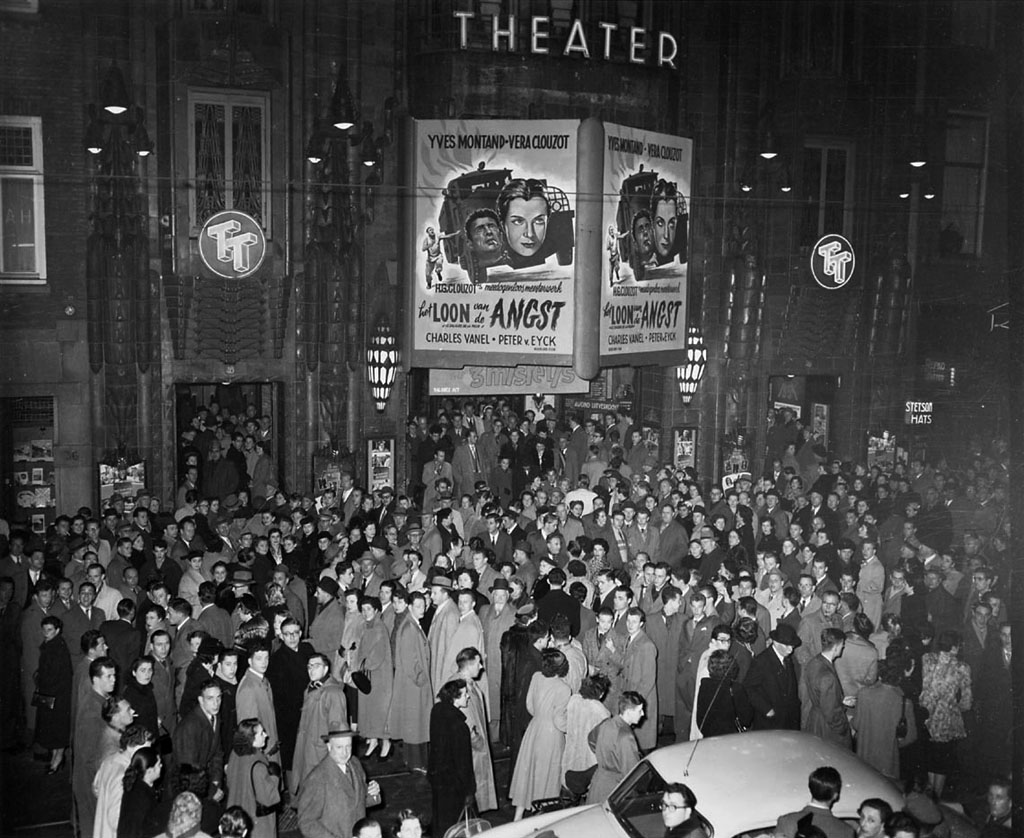
عرض الفيلم في أمستردام

رحب النقاد بالفيلم عند صدوره، وكتب بوسلي كروثر من صحيفة نيويورك تايمز: «الإثارة مستمدة تمامًا من الوعي بالنيتروجليسرين والتعامل معه بحذر شديد. أنت تجلس هناك في انتظار انفجار المسرح». وصفت بولين كايل الفيلم عام 1982 بأنه «فيلم وجودي مثير من الميلودراما الفرنسية الأكثر أصالة وصادمة في الخمسينيات... عندما يمكن أن يحدث الانفجار في أي لحظة، يعتقد الأحمق فقط أن الشخصية هي التي تحدد المصير. ... إذا لم يكن الأمر كذلك إنه مثال عن مكانة الإنسان في العالم الحديث، إنه على الأقل توضيح له... العنف... يستخدم لفرض رؤية للوجود البشري». صرح روجر إيبرت في عام 1992: «تحقق مشاهد التشويق الممتدة للفيلم مكانًا بين الامتدادات العظيمة للسينما». منح ليونارد مالتين الفيلم 3 نجوم من أصل 4 نجوم، واصفًا إياه بأنه: «ملحمة رائعة وشجاعة للغاية ومثيرة للتشويق». احتل الفيلم في عام 2010 المرتبة التاسعة في «أفضل 100 فيلم في السينما العالمية» حسب مجلة إمباير.
منح موقع الطماطم الفاسدة الفيلم تقييم مقداره 100% بناء على آراء 45 ناقد سينمائي، وكتب إجماع نقاد الموقع: «كلاسيكية تشويق وجودية، بين التشويق المستمر والسخرية اللاذعة؛ لا يزال تأثيرها محسوسًا في أفلام الإثارة حتى اليوم»، ومنح موقع ميتاكريتيك الفيلم تقييم مقداره 85% بناء على آراء 14 ناقد سينمائي.
حقق الفيلم نجاحًا كبيرًا مع الجمهور، حيث شاهد الفيلم 6.944.306 مشاهداً في فرنسا، وكان رابع أعلى فيلم ربحاً لهذا العام.
صدر الفيلم في الولايات المتحدة عام 1955 بعد حذف حوالي 35 دقيقة من وقت تشغيله الأصلي، وشمل ذلك الحذف عدة مشاهد تعطي صورة سلبية عن شركة النفط الأمريكية «اس اوه سي SOC»، بعد اتهام الفيلم بمعاداة أمريكا.

## الجوائز
كان الفيلم فريداً من نوعه حيث فاز بكل من
- جائزة الدب الذهبي وجائزة السعفة الذهبية.[15]
- مهرجان برلين السينمائي 1953: فاز بجائزة الدب الذهبي.[16]
- 1953: فاز بالجائزة الكبرى للمهرجان (السعفة الذهبية). مهرجان كان السينمائي[17]
- الأكاديمية البريطانية لفنون السينما والتلفزيون BAFTA (بافتا) 1954: فاز بجائزة أفضل فيلم.[18]

## وصلات خارجية
- أجرة الخوف (فيلم) صفحة الفيلم على موقع imdb
- أجرة الخوف (فيلم) صفحة الفيلم على موقع allmovie
- أجرة الخوف (فيلم) صفحة روتنتوماتو
- أجرة الخوف (فيلم) على موقع كريتيريون